# 近铁城市广场

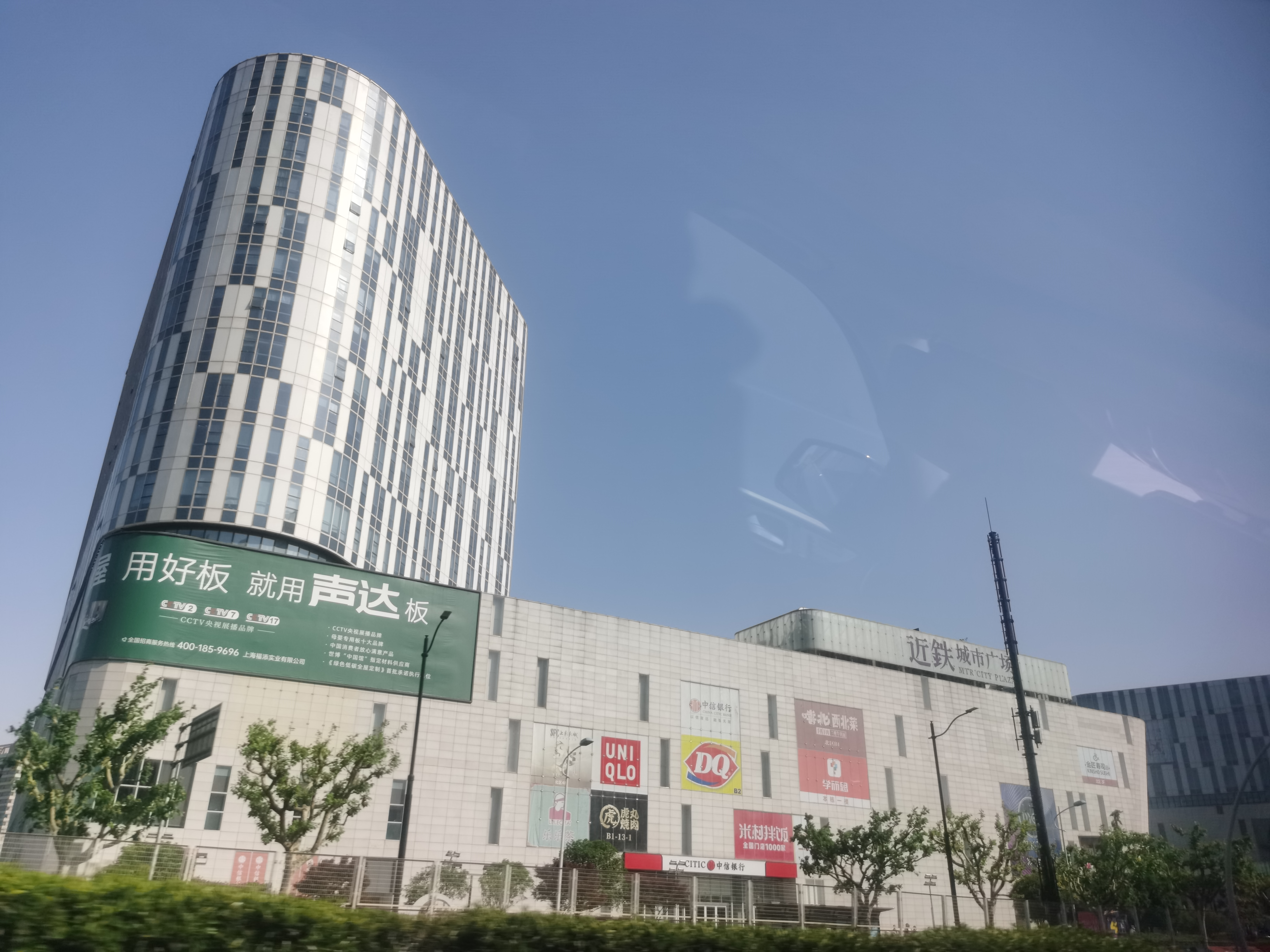
近铁城市广场北区

近铁城市广场是位于中華人民共和國上海市普陀區真北路与金沙江路交接处的一個地铁上盖城市综合体，总建筑面积约20万平方米。 2014年底，近铁城市广场开张。近铁城市广场的设计由2010年上海世博会日本馆总建筑师小林利彦担纲。